# Emil Sirotek
Emil Sirotek (* 20. März 1937 in Prag; † 1. Oktober 1999, ebenda) war ein tschechischer Kameramann.

## Leben
Emil Sirotek beendete 1954 sein Studium an der Akademie der Bildenden Künste, Prag, wo er eine Ausbildung zum Kameramann machte. Anschließend arbeitete er als Fotograf bei den Barrandov Studios, wo er zur Vorbereitung von Filmdrehs Aufnahmen dokumentierte. Bereits wenige Jahre später wurde er Kameraassistent und 1970 debütierte er mit Věra Plívová-Šimkovás Familienfilm Rotfuchs, Mäuse und Galgenvögel als Kameramann für einen Langspielfilm. Es folgten weitere Spielfilme wie Die Märchenbraut, Der Zauberrabe Rumburak und die DEFA-Produktion Wie füttert man einen Esel sowie Zusammenarbeiten mit Filmregisseuren wie Jaromil Jireš und Václav Vorlíček. Für seine Arbeit an Řád wurde er 1994 für den tschechischen Filmpreis Český lev als Bester Kameramann nominiert.

## Filmografie (Auswahl)
- 1970: Blutspuren (Po stopách krve)
- 1970: Rotfuchs, Mäuse und Galgenvögel (Lišáci, Myšáci a Šibeničák)
- 1972: Geschichten um Schneewittchen (O Sněhurce)
- 1974: Jirka läßt die Puppen tanzen (Kvočny a Král)
- 1974: Wie füttert man einen Esel
- 1975: Romanze für eine Krone (Romance za korunu)
- 1976: Die Herren Buben (Páni kluci)
- 1976: Die Nacht der orangefarbenen Feuer (Noc oranžových ohňů)
- 1977: Eine Hauptrolle für Rosmaryna (Jak se točí Rozmarýny)
- 1978: Hopp...! Und ein Menschenaffe ist da (Hop – a je tu lidoop)
- 1979: Die Märchenbraut (Arabela, Fernsehserie, 13 Folgen)
- 1982: Wie die Welt um ihre Dichter kommt (Jak svět přichází o básníky)
- 1983: Unvollständige Finsternis (Neúplné zatmění)
- 1984: Der Zauberrabe Rumburak (Rumburak)
- 1985: Halbzeit des Glücks (Poločas štěstí)
- 1986: Die Tintenfische aus dem zweiten Stock (Chobotnice z II. patra, Fernsehserie, vier Folgen)
- 1987: Fröhliche Weihnachten wünschen die Kraken (Veselé vánoce přejí chobotnice)
- 1989: Der Falkenkönig (Jestřábí moudrost)
- 2000: Falkner Thomas (Král sokolů)